# Mitsubishi Estate
Mitsubishi Estate Co., Ltd. (abgekürzt: MEC, jap. 三菱地所株式会社, Mitsubishi Jisho Kabushiki-gaisha) ist ein japanisches Unternehmen der Immobilienbranche. Als eines der Kernunternehmen der Mitsubishi-Gruppe gehört es zu den 50 größten Unternehmen in Japan. Die Aktie ist in den Aktienindizes TOPIX Core 30 der Tokioter Börse und dem Nikkei 225 enthalten.

## Geschichte
Bereits 1890 begann der Zaibatsu Mitsubishi mit Grundstückskauf und Entwicklung im Tokioter Stadtteil Marunouchi. 1937 wurde das Immobiliengeschäft ausgegliedert und an die Mitsubishi Estate übertragen. 1953 fusionierte das Unternehmen infolge der Zerschlagung des Zaibatsu mit den Immobilienunternehmen Yōwa Fudōsan und Kaitō Fudōsan und wurde eigenständig an der Börse notiert. 1989 stieg Mitsubishi Estate als Großaktionär bei der New Yorker Rockefeller Group, Inc. (RGI) ein, die sie später vollständig übernahm.

## Tochterunternehmen
Die größten der weltweit über 100 Töchter von MEC nach Umsatz im Geschäftsjahr 2007/08 (mit Anteil der Aktien) sind:
- RGI (¥ 71,9 Mrd., 100,0 %)
- Mitsubishi Jisho Tōwa Community K.K. (¥ 31,5 Mrd., 85,58 %)
- Mitsubishi Jisho Real Estate Services K.K. (¥ 27,9 Mrd., 100,0 %)
- Mitsubishi Jisho Home K.K. (¥ 25,5 Mrd., 100,0 %)
- Mitsubishi Jisho Building Management K.K. (¥ 21,9 Mrd., 100,0 %)

## Projekte
Zu den von Mitsubishi Estate entwickelten Gebäuden und Projekten (mit Jahr der Fertigstellung) gehören unter anderem:
- Marunouchi Building, Marunouchi, Chiyoda (1953, Neubau 2002)
- Dai-Nagoya Building, Nagoya (1965)
- Yokohama Landmark Tower, Yokohama (1993)
- Osaka Amenity Park (OAP), Osaka (1996; in Zusammenarbeit mit Mitsubishi Material KK)
- Paternoster Square, London (2003)